# Samnaungruppe
Samnaungruppe är en bergskedja i Österrike.   Den ligger i förbundslandet Tyrolen, i den västra delen av landet, 500 km väster om huvudstaden Wien.
Trakten runt Samnaungruppe består i huvudsak av gräsmarker. Runt Samnaungruppe är det mycket glesbefolkat, med 7 invånare per kvadratkilometer.